# Вісньова-Подуховна
Вісньова-Подуховна (пол. Wiśniowa Poduchowna) — село в Польщі, у гміні Сташув Сташовського повіту Свентокшиського воєводства.
Населення — 314 осіб (2011).
У 1975-1998 роках село належало до Тарнобжезького воєводства.

## Демографія
Демографічна структура на день 31 березня 2011 року:
|          | Загалом | Допрацездатний вік | Працездатний вік | Постпрацездатний вік |
| -------- | ------- | ------------------ | ---------------- | -------------------- |
| Чоловіки | 152     | 27                 | 109              | 16                   |
| Жінки    | 162     | 32                 | 90               | 40                   |
| Разом    | 314     | 59                 | 199              | 56                   |